# Bogatye Saby
Bogatye Saby (in russo Богатые Сабы?; in tartaro: Байлар Сабасы) è un insediamento di tipo urbano che si trova nella Repubblica autonoma del Tatarstan, in Russia. È il centro amministrativo del distretto Sabinskij.
L'insediamento è situato 98 km a est di Kazan'.